# 屍憶
《屍憶》，是一部於2015年上映的台灣驚悚電影，由《七夜怪談》和《咒怨》恐怖大師一瀨隆重擔任監製。新銳導演謝庭菡執導，吳慷仁、謝欣穎、嚴正嵐與田中千绘領銜主演。於2015年8月20日上映。該片亦入圍2016年第18屆台北電影節最佳劇情長片。

## 劇情簡介
在電視台上班的承皓（吳慷仁飾演）愛情事業兩得意，除了即將和同居許久的未婚妻（謝欣穎飾演）結婚外，製作的靈異節目也獲得高收視率，即將被電視台提拔為固定播出的節目。但自從他某天在公園撿到一個紅包後，每晚就不斷夢到一棟瀰漫奇異氣氛的古宅，生活也開始眾多碰到無法解釋的現象。在好友凱翔（陳楚翔飾演）的幫助下，他開始追查這一連串奇異事件的根源，發現這竟和過去發生的一起意外有關。
另一方面，從小就能看見不存在東西的女高中生茵茵（嚴正嵐飾演），隨著年紀增長，她的感應力卻也越來越強，甚至被接連出現的孤魂野鬼所騷擾。在她十六歲生日這天，她突然可以清楚看見那些不存在的東西，她越是想逃避，那些東西就越是變本加厲出現在她眼前，於是她開始想知道，為何那些鬼怪頻繁出現的理由所在，而所有的線索全都指向夢境裡的女鬼。

## 演員陣容
| 演員姓名 | 角色名稱         | 介紹 |
| 吳慷仁   | 劉承皓           | 電視台製作人，負責製作靈異節目，認為自己八字重而不相信鬼神，無意間撿到路邊的紅包引發一連串的事件，且涉及自己的前世，被鬼妻操控意外殺害自己的未婚妻依涵。                                                                         |
| 謝欣穎   | 陳永潔（鬼新娘） | 承皓的「未婚妻」，真實身分是1930年代承皓前世被迫冥婚要娶的新娘，而承皓這一世又再度撿到她/祂的紅包，因此跟在承皓身邊跟了一輩子，希望與她/祂陽間的丈夫永遠在一起，因為自己是正妻，不容許承皓與別的女生結婚，因此操控他殺害了依涵。 |
| 嚴正嵐   | 林茵茵           | 為隔代遺傳陰陽眼，能夠看到非陽間的事物，也因為此特殊能力而常被鬼魂纏上希望她能幫助自己，也因為這樣而協助了警方調查出王依涵被殺害的真相。                                                                                         |
| 田中千繪 | 王依涵           | 被承皓意外殺害的女性，死後變成鬼魂請求茵茵幫助自己，藉由在茵茵家惡作劇向茵茵傳達真相，真實身分為承皓的未婚妻。 |

### 其他演員
| 演員姓名 | 角色名稱 | 介紹                                                                                             |
| 陳楚翔   | 張凱翔   | 承皓在電視台工作的好搭檔，也是他帶承皓去給玄真道長看是否遇到鬼且協助茵茵調查王依涵被殺害的真相。 |
| 江青霞   | 玄真     | 一個道行高深的神婆，但卻被鬼魂操控用針插死自己。                                                 |
| 池端玲名 | 奈奈     | 藝人，來自日本卻在台灣工作，負責訪問靈異節目需要的內容。                                         |
| 高伊玲   | 茵茵母   | 茵茵的母親，從事房地產工作，常常晚歸。藏著一個未曾告訴女兒的家族秘密。                           |
| 孔令元   | 孔令爆   | 茵茵的班上同學兼好友，養有一隻名叫『旺仔』的狗。                                                 |
| 王真琳   | 王佳惠   | 茵茵游泳隊的同學。                                                                               |
| 張寗     | 女鬼     | 對泳池的同學惡作劇，但實際上是在求援。                                                           |

## 工作人員
- 出品：好好電影工作室
- 聯合出品：玫黎桑國際娛樂有限公司、雅慕斯娛樂股份有限公司、量能文創股份有限公司
- 製作公司：大聲創意國際事業有限公司、玫黎桑國際娛樂有限公司
- 出品人：林鉅昌、莊淳淳、吉田正大、市毛琉美子、彭康育
- 監製：一瀨隆重
- 製片統籌：高瑞陽、林仕肯
- 導演：謝庭菡
- 編劇：謝庭菡、蔡俊彬、一瀨隆重（改編自碧麒沃客有限公司出品之短編【屍憶】）
- 攝影指導：陳麒文
- 錄音：高偉晏
- 燈光：莊宏彬
- 美術指導：鄭志榮
- 特殊化妝：百嘉堂特效化妝工作室
- 造型指導：林育妘
- 視覺效果：松本肇
- 音效指導：柴崎憲治
- 混音：松本昇和
- 剪接：深澤佳文
- 配樂：蓜島邦明

## 拍攝軼事
- 工作人員表示，曾同時在現場看到電腦合成的靈異照片上的女鬼對他們眨眼睛[7]。
- 電影在彰化古宅拍攝時，氣溫不到攝氏十度，但導演卻在拍攝現場撞見穿著短袖的白影在拍片現場外圍奔跑[8]。
- 導演表示在日本進行後製時，同寢同仁居然被鬼附身[9]。
- 演員錄製飛碟電台的蔡燦得專訪時，監聽耳機出現莫名女人打招呼聲（飛碟電台門口有間陰公廟）。

## 票房
上映首週破千萬票房。最終票房1600萬。

## 外部連結
官方
- 屍憶的Facebook專頁
- YouTube上的「屍憶」前導預告

影劇資料庫
- Yahoo奇摩電影上《屍憶》的資料（繁體中文）
- 開眼電影網上《屍憶》的資料（繁體中文）
- 豆瓣电影上《屍憶》的資料 （简体中文）
- 香港影庫上《屍憶》的資料（繁體中文）
- 互联网电影数据库（IMDb）上《屍憶》的资料（英文）